# Fouad Chouki
 (décembre 2010).
Les informations dans cet article sont mal organisées, redondantes, ou il existe des sections bien trop longues. Structurez-le ou soumettez des propositions en page de discussion.
Avec le temps, il arrive que le contenu présent dans un article devienne désordonné. Il est souvent nécessaire de réorganiser l'article de fond en comble.
- Il faut tout d’abord répartir le contenu de l'article en plusieurs sections. Les informations doivent ensuite être exposées clairement et le plus synthétiquement possible, regroupées par sujet afin d'éviter les doublons. Quelqu'un cherchant une information précise doit pouvoir la trouver rapidement en lisant la section appropriée.
- À l'intérieur de chaque section, le texte, souvent initialement sous la forme de phrases éparses, doit être regroupé dans des paragraphes de quelques lignes, en assurant un enchaînement logique et une cohérence entre les phrases.
- Lorsque l'article ou l'une de ses sections développe trop longuement un point qui n'est pas dans le cœur du sujet traité, il convient de faire une synthèse et de transférer l'ancien contenu dans des articles plus appropriés (en cas de transfert, il faut impérativement respecter la procédure Aide:Scission).

Si vous pensez que ces points ont été résolus, vous pouvez retirer ce bandeau et améliorer le plan d'un autre article.
Fouad Chouki né le 15 octobre 1978 à Strasbourg est un athlète français d'origine marocaine,  spécialiste et ancien recordman de France du 1 500 mètres.

## Biographie
Jeune athlète très prometteur dès son plus jeune âge, il gagne une médaille d'or en 2001 aux Jeux méditerranéens de Tunis, et finit en quatrième position lors des Championnats d'Europe d'athlétisme 2002 de Munich l'année suivante.
Champion et recordman de France du 1 500 mètres en 3.30:83 – et notamment 3e du meeting de Golden League à Zurich 2003 derrière Hicham El Guerrouj et Bernard Lagat à la veille des championnats – il doit suspendre sa carrière après avoir été contrôlé positif dopage à l'EPO le 27 août 2003 à la suite de la finale du 1 500 mètres de ces Championnats du monde d'athlétisme 2003 au Stade de France de Saint-Denis dans laquelle il
figurait en troisième position avant de voir sa blessure s’aggraver.
Il avait été contrôlé inopinément plusieurs fois négatif dans les jours précédant la finale et a longtemps clamé son innocence avant d'invoquer l'existence de pratiques occultes chez les compétiteurs de haut niveau soumis à la pression des médias et de leurs sponsors.
Un dopage délibéré en vue d'obtenir une médaille en finale eût été aussi vain que stupide – a-t-il affirmé – alors qu'il ne pouvait échapper à un contrôle et qu'il était déjà amoindri par une blessure.
Blessé au mollet en effet peu avant les championnats, on le dissuade de courir mais il souhaite néanmoins ne pas renoncer et décide de se soigner et de s'entraîner malgré les avis divergents de son entourage. 
Il participe finalement à la compétition et termine huitième de la finale, amoindri par sa blessure.
Fouad a soutenu avoir reçu une injection (mentionnée sur le premier procès-verbal de dopage) et une perfusion d'un produit indéterminé constatée par un témoin mais qui sera toujours contestée par l'organisation. 
Il n'a pas pu disposer de moyens financiers suffisants pour solliciter une expertise indépendante.
Son avocat de l'époque, Maître François Ruhlmann, convaincu de son innocence, sera par la suite poursuivi en vain en diffamation par la Fédération française d'athlétisme.
Fouad Chouki est sanctionné par une suspension sportive de deux ans de septembre 2003 à septembre 2005 et privé de sa place de finaliste.
Il tente d'abord une reconversion difficile vers le football en signant une licence avec le club de football de CFA2 de l'ASM Belfort. Il effectue également un essai avec le club de Ligue 2 du Havre.

## Justice
En septembre 2004, il est interpellé et mis en examen pour viol sur mineure de 15 ans et finalement innocenté après les rétractations de la victime prétendue et des analyses d'ADN qui le disculpent.
Interpellé par la police avec un permis de conduire annulé, Fouad Chouki est alors recherché par la police allemande qui le soupçonne à tort dans une affaire d'extorsion et de vol avec arme commis en avril 2008 à Kehl. 
La Chambre de l'instruction de la Cour d'appel de Colmar valide le 5 juin 2008 son extradition en Allemagne.
Après sept mois d'incarcération et d'isolement en Allemagne, il est acquitté par une décision en date du 23 décembre 2008 lors de son passage devant le Langericht d'Offenbourg qui l'innocente et lui rend sa liberté.
Après avoir persisté un temps à nier tout dopage, Fouad Chouki reconnaît finalement la pression imposée par la compétition qui l'a poussé à l'usage de micro-injections d'EPO à la sortie de son livre Ma course en enfer et lors d'une interview accordée au site l'équipe.fr  où il dénonce des pratiques de dopage généralisées qui entraînent beaucoup d'athlètes à franchir la ligne rouge dans la course au podium.
Il indique également que son livre est comme un deuil de sa carrière d'athlète de haut niveau et que la narration de sa course en enfer est une page qu'il espère tourner après des expériences cruelles qui l'ont néanmoins aguerri. Il souhaite à présent poursuivre dans le milieu sportif en mettant son expérience et son talent au service de plus jeunes en qualité d'entraîneur.
En novembre 2014, il est mis en examen et écroué pour trafic de stupéfiants et association de malfaiteurs, bien qu'il nie les faits en garde à vue.

## Son livre:Ma course en enfer
L'enfant terrible de l'athlétisme français, Fouad Chouki, se retrouve sur le devant de la scène le temps d'un livre, Ma course en enfer. Le Strasbourgeois y raconte ses débuts en athlétisme, le dopage et ses démêlés avec la justice. 
L'athlète français, spécialiste du demi-fond, raconte sa carrière sportive et ses victoires au niveau international, mais aussi ses démêlés avec la justice. Il a participé à un réseau de dopage et a été contrôlé positif à l'EPO en 2003, et a été accusé à tort dans une affaire de viol et dans une autre d'extorsion et de vol.